# Podpojištění
Podpojištění je stav, kdy je předmět pojištěn na nižší částku, než je jeho vlastní hodnota. V případě pojistné události pak bude pojistné plnění (tedy náhrada od pojišťovny) stanovováno ve stejném poměru ke škodě, v jakém byla částka, na níž bylo pojištění sjednáno, ke skutečné (reálné) hodnotě pojišťovaného předmětu.

## Popis podpojištění
Pokud je předmět pojištěn na nižší částku, než je jeho vlastní hodnota, dochází k podpojištění. Za stanovení pojistné částky odpovídá pojistník (ten, kdo pojištění sjednává a bude jej pak také platit). Vlastní hodnota pojišťovaného předmětu se stanovuje dle nákladů nutných na pořízení, výpočtem nebo znaleckým posudkem. V případě pojistné události je podpojištění vnímáno relativně vůči hodnotě pojištěného předmětu. To znamená, že pojišťovnou bude vyplácena náhrada v takové poměrné výši vůči způsobené škodě, v jaké je hodnota uzavřeného pojištění vůči skutečné hodnotě předmětu. Definice podpojištění je uvedena v zákoně č. 89/2012 Sb. („NOZ“) takto:
| „                                                                      | Je-li pojistná částka v době pojistné události nižší než pojistná hodnota pojištěného majetku, sníží pojistitel pojistné plnění ve stejném poměru, v jakém je výše pojistné částky ke skutečné výši pojistné hodnoty pojištěného majetku; to neplatí, ujednají-li strany, že pojistné plnění sníženo nebude. | “ |
| — Zákon č. 89/2012 Sb., občanský zákoník, ve znění do 31. března 2024. | |   |

Novelizace občanského zákoníku od 01.04.2024 provedená zákonem č. 31/2024 Sb., kterým se mění některé zákony v souvislosti s přijetím zákona o pojištění odpovědnosti z provozu vozidla, odstranila podle důvodové zprávy k zákonu dosavadní nežádoucí praxi, kdy někteří pojistitelé aplikují snížení pojistného plnění podle poměru pojistné částky k této hodnotě v případě totální škody nikoli na hodnotu pojištěného majetku, ale na pojistnou částku.
| „                                                                   | Je-li pojistná částka v době pojistné události nižší než pojistná hodnota pojištěného majetku, použije se pro určení výše pojistného plnění částka odpovídající výši škody snížená v poměru, v jakém je v době vzniku pojistné události pojistná částka k pojistné hodnotě pojištěného majetku; to neplatí, ujednají-li strany, že pojistné plnění sníženo nebude. (Pozn. znění od 01.04.2024). | “ |
| — Zákon č. 89/2012 Sb., občanský zákoník, ve znění od 1. dubna 2024 | |   |

Tím docházelo k dvojímu trestání pojištěného, který jednak utrpěl vyšší škodu, než je horní hranice pojistného plnění vyjádřená pojistnou částkou, a dále mu pojistitel ještě pojistné plnění sníží ponížením sjednané pojistné částky. To jistě nebylo záměrem zákonodárce. Cílem změny bylo omezit právo pojistitele snížit pojistné plnění v důsledku podpojištění na částku nižší, než jaká odpovídá poměru sjednané pojistné částky ke skutečné hodnotě pojištěného majetku v době pojistné události. V případě totální škody tak oprávněná osoba musí obdržet pojistné plnění odpovídající nejméně sjednané pojistné částce, na kterou je majetek pojištěn a s ohledem na kterou byla stanovena výše pojistného.
Bude-li tedy například předmět v hodnotě 10 milionů (tj. „pojistná hodnota“) pojištěn pouze na částku 5 milionů (tj. „pojistná částka“), tedy na částku poloviční, a na předmětu dojde ke škodě ve výši 2 milionů (tedy v pětinové částce vůči skutečné hodnotě předmětu), bude vyplacena částka (tj. „pojistné plnění“) v pětinové výši vůči pojištěné hodnotě, tedy 1 milion.

### Důvody vzniku
Možnými důvody vzniku podpojištění může být:
- snaha o snížení poplatků za pojištění (nižší ocenění pojišťovaného předmětu představuje nižší pojistku a tedy i nižší placení pojistného)[6]
- nedostatečné ocenění pojišťovaného předmětu (například pozapomenutí na ocenění vybavení bytu atd.)[6]
- nezohlednění zvyšování hodnoty pojišťovaného předmětu (například inflací, zvyšování ceny bytu zvelebování (rekonstrukcí) jeho částí (koupelna, WC) či zhodnocování starožitností apod.)[6]

## Předcházení podpojištění
Pro předcházení podpojištění (ale i nadpojištění) je třeba pojistnou částku, která je uvedena v pojistné smlouvě, pravidelně porovnávat s aktuálním stavem předmětu a průběžně pojistnou částku ve smlouvě upravovat.